# Perrierodendron rodoense
Perrierodendron rodoense är en tvåhjärtbladig växtart som beskrevs av J.-f. Leroy, P.P. Lowry, T. Haevermans, J.-n. Labat och G.E. Schatz. Perrierodendron rodoense ingår i släktet Perrierodendron och familjen Sarcolaenaceae. Inga underarter finns listade i Catalogue of Life.